# Moitzfeld
Moitzfeld is een plaats in de Duitse gemeente Bergisch Gladbach, deelstaat Noordrijn-Westfalen, en telt 4735 inwoners (2007).